# Vrindavan
Vrindavan (devanagari वृन्दावन, IAST Vṛndāvana; anche Vrindavana, Vindravan, Vrindaban, Brindaban, Vraja) è una suddivisione dell'India, classificata come municipal board, di 56.618 abitanti, situata nel distretto di Mathura, nello stato federato dell'Uttar Pradesh. In base al numero di abitanti la città rientra nella classe II (da 50.000 a 99.999 persone).

## Geografia fisica
La città è situata a 27° 34' 60 N e 77° 42' 0 E e ha un'altitudine di 169 m s.l.m.. Situata a circa 150 km a sud di Nuova Delhi, ed a 14 km da Mathura, è bagnata dal fiume Yamuna.

## Società

### Evoluzione demografica
Al censimento del 2001 la popolazione di Vrindavan assommava a 56.618 persone, delle quali 31.601 maschi e 25.017 femmine. I bambini di età inferiore o uguale ai sei anni assommavano a 7.501, dei quali 4.112 maschi e 3.389 femmine. Infine, coloro che erano in grado di saper almeno leggere e scrivere erano 36.730, dei quali 22.913 maschi e 13.817 femmine.

### Religione
Secondo la tradizione indiana, è a Vrindavana che, circa 5.000 anni fa trascorse l'infanzia Krishna, una delle divinità indiane più amate e popolari, considerato dai Vaishnava come Dio, la Persona Suprema. Molti dei lila (passatempi) di Krishna più noti e celebrati sono ambientati nella cittadina.
Vrindavana è una città sacra, dall'atmosfera suggestiva e pacifica, che ospita circa 4.000 templi e numerosi ashram per pellegrini.

## Galleria d'immagini

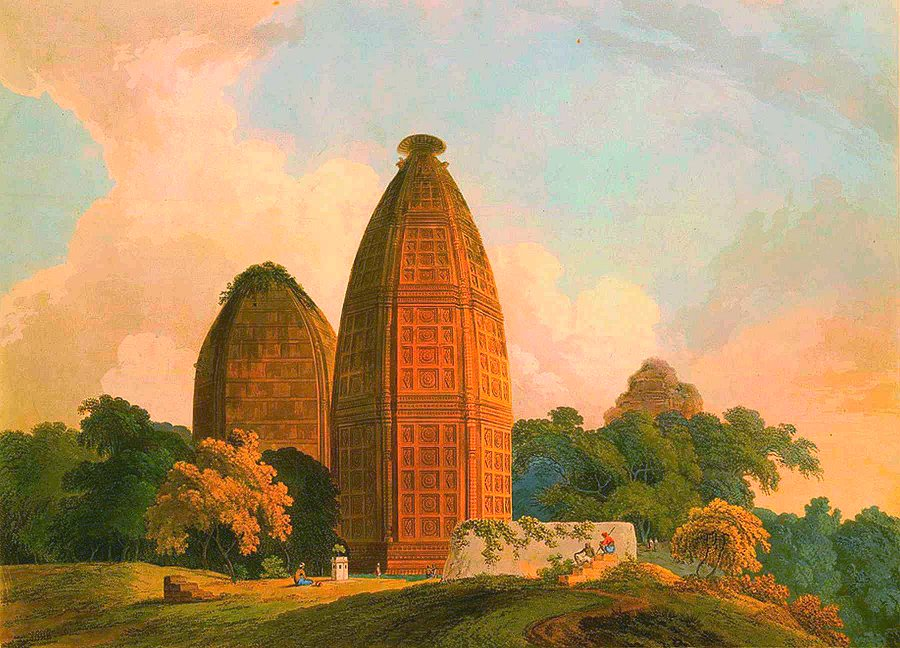
Tempio di Madana Mohana in un dipinto del XIX secolo
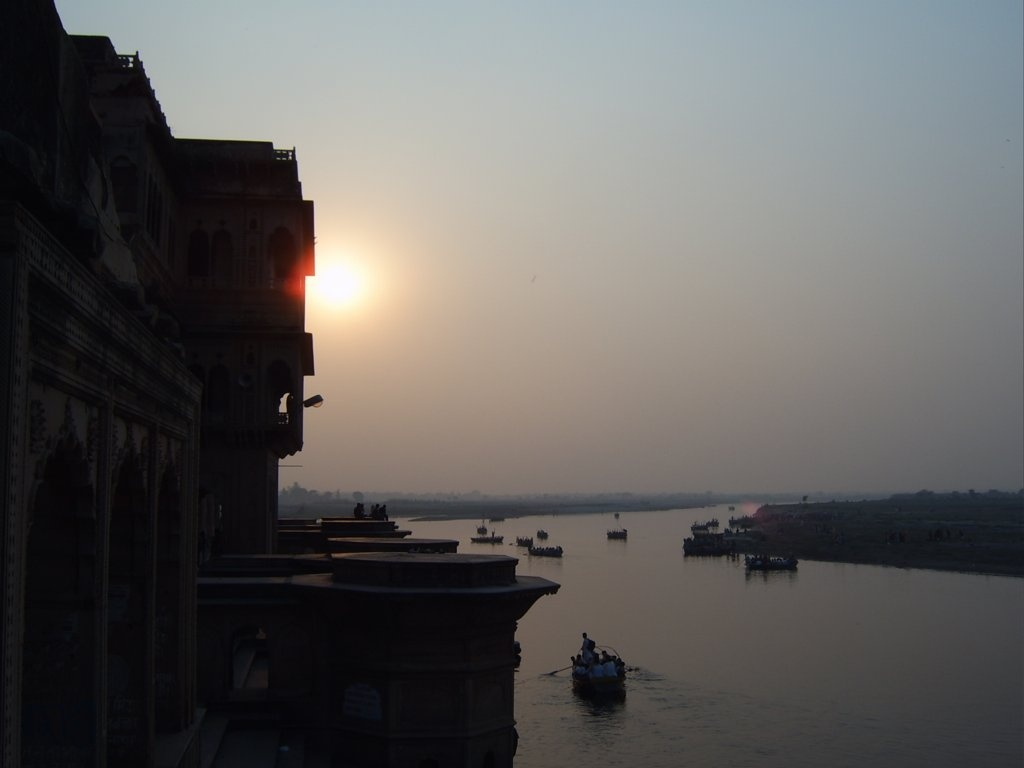
Kesi ghata sul fiume Yamuna
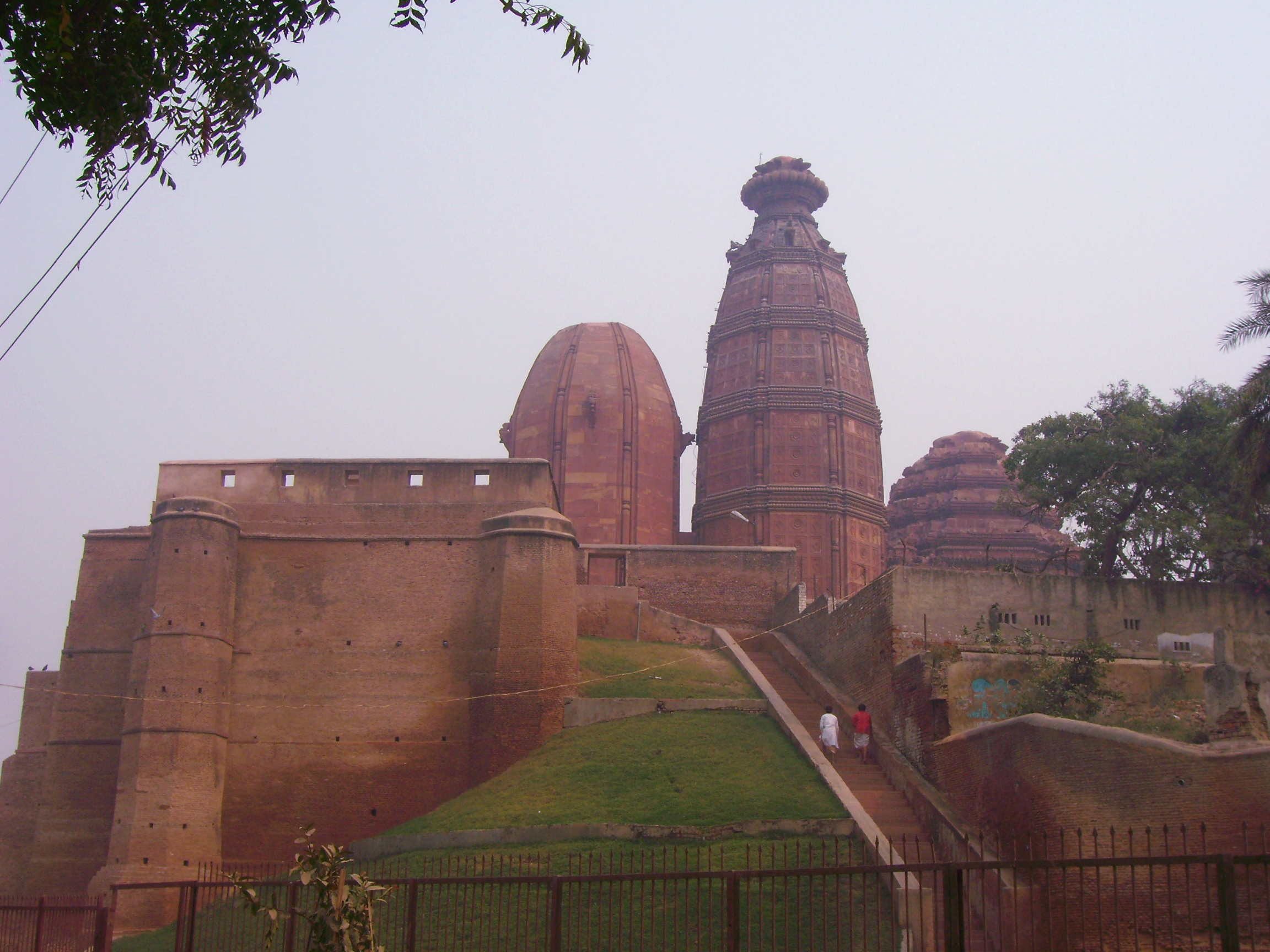
Madanamohana tempio
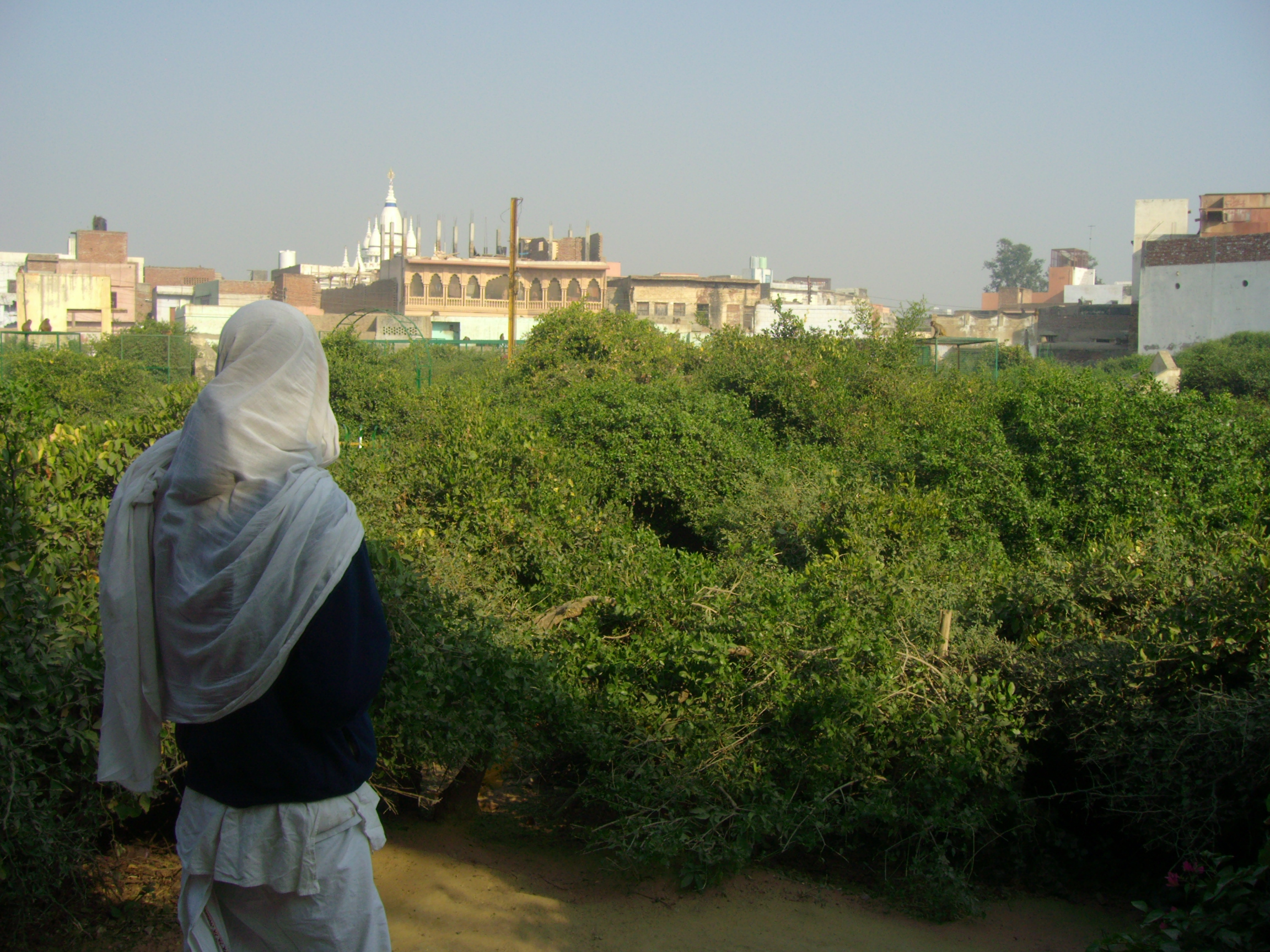
Panorama
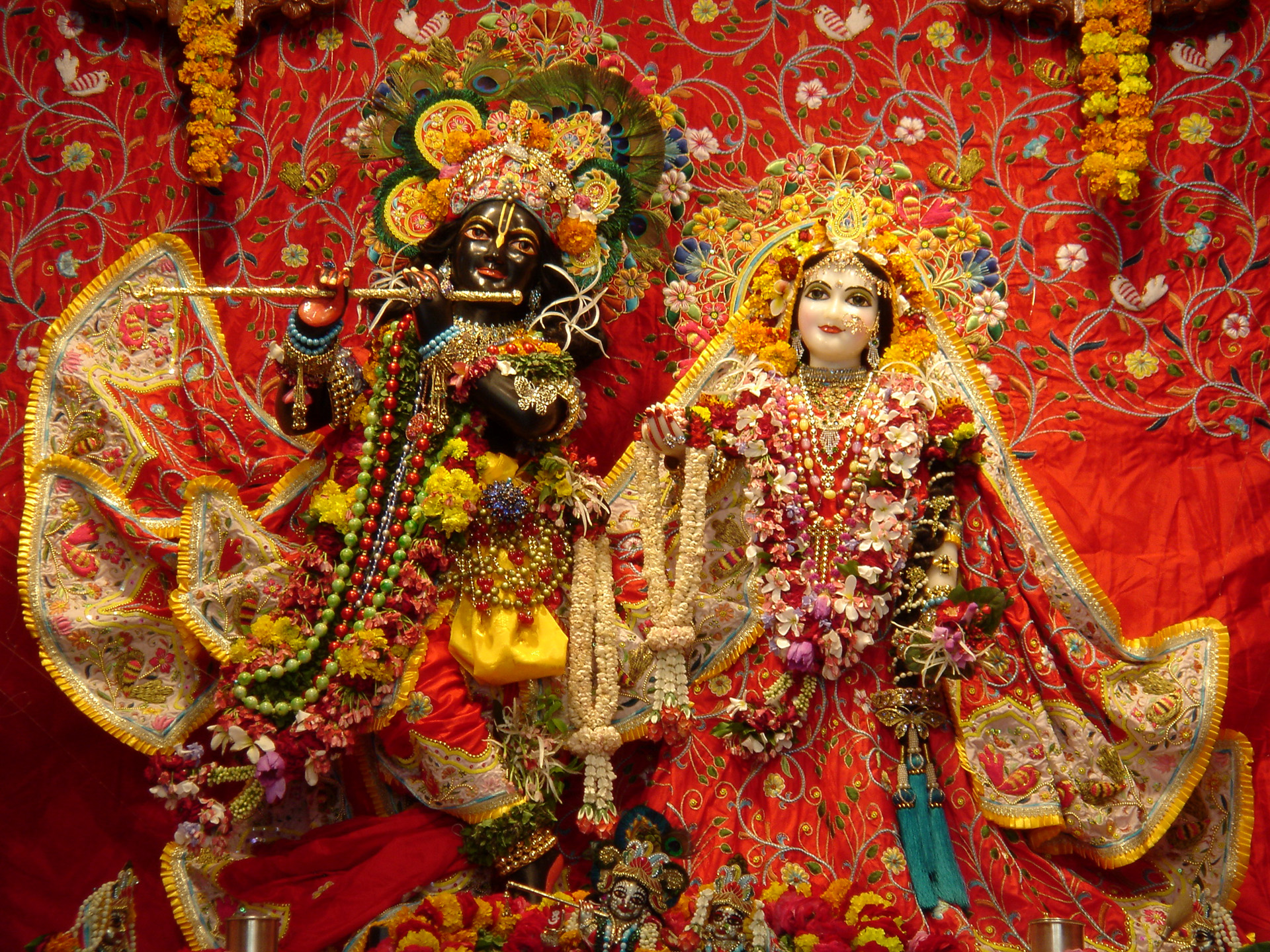
altare nel Krishna Balarama mandir